# Берёзовая Поляна (Самарская область)
Берёзовая Поляна (чув. Хурӑнлӑх Ӗшни) — посёлок в Клявлинском районе Самарской области в составе сельского поселения Старое Семенкино.

## География
Находится на расстоянии примерно 20 километров по прямой на востоко-юго-восток от районного центра железнодорожной станции Клявлино.

## История
Посёлок образовался в 1921 году переселенцами из села Ерилкино. Основную часть переселенцев составляли чуваши-язычники.

## Население
Постоянное население составляло 5 человек (чуваши 80 %) в 2002 году, 9 в 2010 году.